# Sing to the Sky
『Sing to the Sky』（シング・トゥ・ザ・スカイ）は、日本のシンガーソングライター絢香の2枚目のアルバム。2008年6月25日リリース。発売元はワーナーミュージック・ジャパン。

## 解説
前作『First message』から、およそ1年7か月ぶりのアルバム。3形態同時リリース（CD盤、全シングルMUSIC VIDEO・DVD付、初武道館ワンマンLIVE・DVD付）。本作の発売を記念し、特設サイトにて「空の写真展」が公開された（同年7月7日まで）。前作同様、初回出荷分の100枚に1枚、ゴールドチケットが封入された。当たるとスペシャルDVDがプレゼントされた。

## 収録曲

### CD
1. POWER OF MUSIC(4:42)
  - 作詞：絢香 / 作曲：西尾芳彦、絢香 / 編曲：塩谷哲
2. 愛を歌おう(5:00)
  - 作詞：絢香 / 作曲：西尾芳彦、絢香 / 編曲：十川知司

7thシングル「手をつなごう／愛を歌おう」の2曲目。BEAUTÉ de KOSÉ「ESPRIQUE PRECIOUS」CMソング。TBS系『報道大河スペシャルいのちの地球…』テーマ曲。
3. Sky(4:37)
  - 作詞：絢香 / 作曲：西尾芳彦、絢香 / 編曲：L.O.E
4. Jewelry day(5:20)
  - 作詞：絢香 / 作曲：西尾芳彦 / 編曲：L.O.E

5thシングル。松竹配給映画『ラストラブ』主題歌。
5. グンナイベイビー(3:08)
  - 作詞：絢香 / 作曲：西尾芳彦、絢香 / 編曲：L.O.E
6. For today(3:45)
  - 作詞：絢香 / 作曲：西尾芳彦、絢香 / 編曲：L.O.E

2007年11月14日に配信がスタートした配信楽曲。今作で初めてCD化された。江崎グリコ「ポッキー」CMソング。
7. Why(4:25)
  - 作詞：絢香 / 作曲：西尾芳彦、絢香 / 編曲：L.O.E

6thシングル「CLAP&LOVE／Why」の2曲目。ゲームソフト「CRISIS CORE -FINAL FANTASY VII-」テーマソング。
8. ゴールドスター(3:58)
  - 作詞：絢香 / 作曲：西尾芳彦、絢香 / 編曲：L.O.E
9. 魔法使いのしわざ(3:04)
  - 作詞：絢香 / 作曲：西尾芳彦、絢香 / 編曲：L.O.E
10. 手をつなごう(4:49)
  - 作詞：絢香 / 作曲：西尾芳彦、絢香 / 編曲：L.O.E

7thシングル「手をつなごう／愛を歌おう」の1曲目。東宝配給映画『ドラえもん のび太と緑の巨人伝』主題歌。
11. 愛も嘘も真実(4:06)
  - 作詞：絢香 / 作曲：西尾芳彦、絢香/ 編曲：安部潤
12. CLAP&LOVE(3:20)
  - 作詞：絢香 / 作曲：西尾芳彦、絢香 / 編曲：松浦晃久

6thシングル「CLAP&LOVE／Why」の1曲目。TBS系ドラマ『地獄の沙汰もヨメ次第』主題歌。
13. 君がいるから(4:18)
  - 作詞：絢香 / 作曲：西尾芳彦、絢香 / 編曲：亀田誠治
14. おかえり(4:45)
  - 作詞：絢香 / 作曲：西尾芳彦、絢香/ 編曲：松浦晃久

8thシングル。フジテレビ系ドラマ『絶対彼氏〜完全無欠の恋人ロボット〜』主題歌。
15. 今夜も星に抱かれて…(4:21)
  - 作詞：絢香 / 作曲：西尾芳彦、絢香 / 編曲：塩谷哲

ワーナー・ブラザース映画配給映画『スカイ・クロラ The Sky Crawlers』主題歌。
日本テレビ系『スッキリ!!・スッキリ!!1分劇場 スッキリ!!・クロラ The Sukkiri Crawlers』テーマソング。
16. WINDING ROAD(4:58)
  - 作詞・作曲・編曲：小渕健太郎、黒田俊介、絢香

全形態に収録のボーナストラック。絢香×コブクロ名義のシングル。日産キューブCMソング。
17. I believe <English ver.>(3:17)
  - 作詞：絢香 / 作曲：絢香、西尾芳彦 / 編曲：L.O.E

DVD付の初回限定盤にのみ収録のボーナストラック。1stシングルの英語詞バージョンで、2番はない。

### DVD

#### 全シングルMUSIC VIDEO
1. I believe
2. melody〜SOUNDS REAL〜
3. Real voice
4. 三日月
5. WINDING ROAD（絢香×コブクロ）
6. Jewelry day
7. CLAP&LOVE
8. Why
9. For today
10. 手をつなごう
11. おかえり

#### 初武道館ワンマンLIVE
1. I believe
2. Start to 0 (Love)
3. Real voice
4. Stay with me
5. 1・2・3・4
6. Why
7. Peace loving people
8. Jewelry day
9. 強くなりたい
10. 三日月
11. 手をつなごう
12. I WANT YOU BACK
13. CLAP&LOVE
14. For today
15. 君のパワーと大人のフリ

Encore

1. POWER OF MUSIC
2. ライラライ
3. message

## 演奏
- 絢香：Vocal, Chorus
- 山木秀夫：Drums (#1)
- 平石カツミ：Bass (#1)
- 佐橋佳幸：Guitars (#1)
- 塩谷哲
  - Acoustic Piano (#1.15)
  - Hammond Organ (#1)
- 田邊晋一：Percussion (#1)
- エリック宮城：Trumpet (#1)
- 佐野聡：Trombone (#1)
- 近藤和彦：Alto Sax (#1)
- ボブ・ザング：Tenor Sax (#1)
- 十川知司：Computer Programming & Acoustic Piano (#2)
- 松永俊弥：Drums (#2)
- 惠美直也：Bass (#2)
- 西川進
  - Guitars (#2.6)
  - Electric Guitar (#13)
- 後藤勇一郎ストリングス：Strings (#2)
- L.O.E
  - Computer Programming & Guitars (#3-10)
  - Tambourine (#9)
  - Bass (#10)
- そうる透：Drums (#3.5.7.9)
- 山口寛雄：Bass (#3)
- 杉山卓夫：Acoustic Piano (#3.6.9)
- 四家卯大：Strings Arrangement (#4)
- 四家卯大ストリングス：Strings (#4)
- 関口源八：Percussions (#4)
- 古川昌義：Acoustic Guitar (#4.10)
- 種子田健：Bass (#5.7.11)
- 野崎真助：Drums (#6)
- 遠藤龍弘：Bass (#6)
- 松田卓己 from Dt.：Bass (#8)
- 河野充生：Bass (#9)
- 河村“カースケ”智康：Drums (#10.13)
- 上杉洋史：Acoustic Piano (#10)
- 安部潤：Computer Programming & Keyboards (#11)
- 齋藤隆志：Drums (#11)
- 武藤良明：Guitars (#11)
- 松浦晃久
  - Acoustic Guitar, Hammond Organ, Keyboards & Programming (#12.14)
  - Clavinet (#12)
- 是永巧一：Electric Guitar (#12)
- 八木一美：Blues Harp (#12)
- 若林利和：Chorus & Blues Harp (#12)
- 西尾芳彦、Kazco：Chorus (#12)
- 亀田誠治：Bass (#13)
- 斎藤有太：Acoustic Piano (#13)
- 飯田高広：Synthesizer Programmer (#13)
- 金原千恵子ストリングス：Strings (#13)
- 佐野康夫：Drums (#14)
- 岡雄三：Bass (#14)
- 田中義人：Guitars (#14)
- 小池ストリングス：Strings (#14)
- 弦一徹ストリングス：Strings (#15)
- 小渕健太郎：Vocal, Chorus, Acoustic Guitar, Tambourine, Hand Clap, Brass Arrangement (#16)
- 黒田俊介：Vocal, Chorus, Hand Clap (#16)
- 浜口高知：Electric Guitar (#16)
- 草間信一：Acoustic Piano & Organ (#16)
- 桜井正宏：Drums (#16)
- 山田裕之：Bass, Hand Clap, Brass Arrangement, Brass Programming (#16)
- 岩瀬聡志：Programming (#16)
- and more...：Chorus (#16)